# Lasioglossum obnubilum
Lasioglossum obnubilum är en biart som först beskrevs av Sandhouse 1924.  Lasioglossum obnubilum ingår i släktet smalbin, och familjen vägbin. Inga underarter finns listade i Catalogue of Life.